# Hinteröd (Velden)
Hinteröd ist ein Gemeindeteil des Marktes Velden im niederbayerischen Landkreis Landshut.

## Lage
Die Einöde Hinteröd liegt 3,3 Kilometer südwestlich des Marktplatzes von Velden.

## Bevölkerungsentwicklung
Um 1871 gab es in Hinteröd fünf Einwohner. Im Mai 1987 lebten dort sechs Einwohner in zwei Wohngebäuden.
| Jahr      | 1871 | 1925 | 1950 | 1970 | 1987 |
| Einwohner | 4    | 4    | 5    | 5    | 6    |